# Ophiomyia orbiculata
Ophiomyia orbiculata är en tvåvingeart som beskrevs av Friedrich Georg Hendel 1931. Ophiomyia orbiculata ingår i släktet Ophiomyia och familjen minerarflugor. Arten är reproducerande i Sverige. Inga underarter finns listade i Catalogue of Life.